# Gymnoris
Gymnoris é um género de aves da família Passeridae.

## Espécies
O género compreende quatro espécies de aves:
- Pardal-de-sobrancelhas (Gymnoris superciliaris) Blyth, 1845
- Pardal-pequeno (Gymnoris dentata) Sundeval, 1850
- Pardal-parda (Gymnoris pyrgita) Heuglin, 1862
- Pardal-de-garganta-amarela (Gymnoris xanthocollis) Burton, 1848